# Allium kharputense
Allium kharputense är en amaryllisväxtart som beskrevs av Josef Franz Freyn och Paul Ernst Emil Sintenis. Allium kharputense ingår i släktet lökar, och familjen amaryllisväxter. Inga underarter finns listade i Catalogue of Life.